# Josh Hutcherson
Joshua Ryan Hutcherson (Union, Kentucky, 1992. október 12. –) amerikai színész, filmproducer.

## Élete és pályafutása
Michelle és Chris Hutcherson első gyermekeként született. Egy testvére van: Connor Hutcherson (született: 1996. május 2-án).
Josh négyéves kora óta színész akart lenni. 2002-ben mutatkozott be a House Blend és Becoming Glen című tévéfilmekben, majd abban az évben játszott a Vészhelyzet című sorozatban. 2003-ban ő alakította Charlie Logant a Csodakutyák című vígjátékban Peter Falk és Timothy Daly mellett. Ezenkívül szerepet kapott a Sikersztori, a Tétre, helyre, befutóra, valamint a Chris és a csodaautó című filmekben. Ebben az évben kapott szerepet Az ügyosztály és a Tűzvonalban című sorozatokban is.
2004-ben a hangját adta A vándorló palota és a Party Wagon című mesefilmben, valamint szerepet kapott a Kölykök két keréken című filmben, ahol TJ-t alakította. Szerepelt Az igazság ligája című sorozatban is. 2005-ben már több hollywoodi filmben feltűnt, ilyen volt a Papák a partvonalon, a Manhattan kicsiben vagy a Zathura – Az űrfogócska, amelyben főszerepet kapott. 2006-ban a Rumlis vakáció című vígjátékban játszott Robin Williams, Cheryl Hines és Jeff Daniels partnereként. 2007-ben ő játszotta Jesse Aaronst a Híd Terabithia földjére című filmben, amelyet Új-Zélandon forgattak. Ezen alakításáért 2008. március 30-án elnyerte a Young Artist Awardot, a legjobb fiatal színésznek járó díjat. Ebben az évben kapott főszerepet a Tűzoltó kutya című filmben is.
2008-ban Trevor Anderson (Brendan Fraser) unokaöccsét játszotta az Utazás a Föld középpontja felé című 3D-s kalandfilmben. Ezért 2009-ben szintén jelölték Young Artist Awardra. Ugyanebben az évben kisebb szerepet kapott a Szárnyas teremtmények című filmben is. 2009-ben a Rémségek cirkuszában Steve-et alakította.
A 2010-ben mozikba került A gyerekek jól vannak című vígjátékban is játszott. Ezt követően egy rész erejéig szerepet kapott a Lopez Tonight című sorozatban. 2010 szeptemberében megkezdték az Elzárás című horrorfilm forgatását, amelyben ő játssza a főszerepet. A filmet vezető producerként is jegyzi. 2012 év elején került a mozikba az Utazás a rejtélyes szigetre című film, amelyben Dwayne Johnson, Michael Caine, Vanessa Hudgens valamint Kristin Davis a partnere. Ez évben mutatták be Az éhezők viadalát is, amely nagy sikert aratott a mozikban. 2012-ben szerepet kapott a Vörös hajnal című akciófilmben és A hamisító című bűnügyi thrillerben. 2013-ban A zöld urai című mesefilm Nod nevű szereplőjének kölcsönözte  a hangját.

## Magánélete
2013 októberében az Out melegmagazinnak úgy nyilatkozott: „Mondhatnám, hogy 100%-ban heteró vagyok, de ki tudja, lehet, hogy egy k--tt év múlva találkozom egy pasival, és azt mondom »Hú, vonzódom ehhez az emberhez« (...) 100%-ban ilyennek vagy olyannak meghatározni magad szerintem rövidlátás és szűklátókörűség.”

## Filmográfia

### Film
| Év   | Magyar cím                                        | Eredeti cím                              | Szerep                   | Magyar hang   |
| ---- | ------------------------------------------------- | ---------------------------------------- | ------------------------ | ------------- |
| 2003 | Sikersztori                                       | American Splendor                        | Robin                    |               |
| 2003 | Tétre, helyre, befutóra                           | One Last Ride                            | Joey                     |               |
| 2004 | Kölykök két keréken                               | Motocross Kids                           | TJ                       |               |
| 2004 | Polar Expressz                                    | The Polar Express                        | hős fiú (motion capture) |               |
| 2004 | A vándorló palota                                 | Hauru no ugoku siro                      | Markl (angol hangja)     | Morvay Bence  |
| 2005 | Papák a partvonalon                               | Kicking & Screaming                      | Bucky Weston             | Penke Bence   |
| 2005 | Manhattan kicsiben                                | Little Manhattan                         | Gabriel "Gabe" Burton    | Penke Bence   |
| 2005 | Zathura – Az űrfogócska                           | Zathura: A Space Adventure               | Walter                   | Morvay Gábor  |
| 2006 | Rumlis vakáció                                    | RV                                       | Carl Munro               | Morvay Gábor  |
| 2007 | Híd Terabithia földjére                           | Bridge to Terabithia                     | Jesse Aaron              | Baráth István |
| 2007 | Tűzoltó kutya                                     | Firehouse Dog                            | Shane Fahey              | Timon Barna   |
| 2008 | Szárnyas teremtmények                             | Winged Creatures                         | Jimmy Jaspersen          | Baráth István |
| 2008 | Utazás a Föld középpontja felé                    | Journey to the Center of the Earth       | Sean Anderson            | Timon Barna   |
| 2009 | Rémségek cirkusza                                 | Cirque du Freak: The Vampire's Assistant | Steve "Leopard" Leonard  | Előd Álmos    |
| 2010 | A gyerekek jól vannak                             | The Kids Are All Right                   | Laser Allgood            | Baráth István |
| 2011 | Elzárás                                           | Detention                                | Clapton Davis            | Előd Álmos    |
| 2012 | Utazás a rejtélyes szigetre                       | Journey 2: The Mysterious Island         | Sean Anderson            | Timon Barna   |
| 2012 | Az éhezők viadala                                 | The Hunger Games                         | Peeta Mellark            | Szatory Dávid |
| 2012 | Havanna, szeretlek!                               | 7 Days in Havana                         | Teddy Atkins             |               |
| 2012 | A hamisító                                        | The Forger                               | Joshua Mason             |               |
| 2012 | Vörös hajnal                                      | Red Dawn                                 | Robert Kitner            | Czető Ádám    |
| 2013 | A zöld urai                                       | Epic                                     | Nod (hangja)             | Varju Kálmán  |
| 2013 | Az éhezők viadala: Futótűz                        | The Hunger Games: Catching Fire          | Peeta Mellark            | Szatory Dávid |
| 2014 | Az éhezők viadala: A kiválasztott – 1. rész       | The Hunger Games: Mockingjay part 1      | Peeta Mellark            | Szatory Dávid |
| 2014 | Escobar: Az elveszett éden                        | Escobar: Paradise Lost                   | Nick Brady               | Szatory Dávid |
| 2015 | Az éhezők viadala: A kiválasztott – Befejező rész | The Hunger Games: Mockingjay part 2      | Peeta Mellark            | Szatory Dávid |
| 2016 | Késik a szüret                                    | In Dubious Battle                        | Vinnie                   | Szatory Dávid |
| 2017 | A katasztrófaművész                               | The Disaster Artist                      | Philip Haldiman          | Szatory Dávid |
| 2017 | A katasztrófaművész                               | The Disaster Artist                      | Philip Haldiman          | Baráth István |
| 2017 | Haláli csajok                                     | Tragedy Girls                            | Toby Mitchell            |               |
| 2018 | Pamacs, a Mikulás kis rénszarvasa                 | Elliot the Littlest Reindeer             | Pamacs (hangja)          | Baráth István |
| 2019 | Lángoló kút                                       | Burn                                     | Billy                    | Gacsal Ádám   |
| 2019 |                                                   | The Long Home                            | Nathan Winer             |               |
| 2022 | A folyón át a fák közé                            | Across the River and into the Trees      | Jackson                  |               |
| 2023 | 57 másodperc                                      | 57 Seconds                               | Franklin Fausti          | Szatory Dávid |
| 2023 | Öt éjjel Freddy pizzázójában                      | Five Nights at Freddy's                  | Mike Schmidt             | Szatory Dávid |
| 2024 | A méhész                                          | The Beekeeper                            | Derek Danforth           | Előd Álmos    |

### Televízió
| Év        | Magyar cím                        | Eredeti cím              | Szerep                                 | Megjegyzések                                       |
| --------- | --------------------------------- | ------------------------ | -------------------------------------- | -------------------------------------------------- |
| 2002      |                                   | Becoming Glen            | Glen fiatalon                          | próbaepizód                                        |
| 2002      |                                   | House Blend              | Nicky Harper                           | próbaepizód                                        |
| 2002      | Vészhelyzet                       | ER                       | Matt                                   | 1 epizód                                           |
| 2003      | Az ügyosztály                     | The Division             | Matthew Inwood                         | 1 epizód                                           |
| 2003      | Csodakutyák                       | Miracle Dogs             | Charlie Logan                          | tévéfilm                                           |
| 2003      | Chris és a csodaautó              | Wilder Days              | Chris Morse                            | tévéfilm                                           |
| 2003      | Tűzvonalban                       | Line of Fire             | Donny Rawlings                         | 1 epizód                                           |
| 2004      |                                   | Eddie's Father           | Eddie Corbett                          | próbaepizód                                        |
| 2004      |                                   | Party Wagon              | Toad E. Bartley (hangja)               | tévéfilm                                           |
| 2004      | Az igazság ligája: Határok nélkül | Justice League Unlimited | Van-El / Bruce Wayne fiatalon (hangja) | 1 epizód                                           |
| 2010      |                                   | The Third Rule           | Chuck                                  | rövidfilm                                          |
| 2012      | Punk’d – SztÁruló                 | Punk'd                   | önmaga                                 | 1 epizód                                           |
| 2013      | Saturday Night Live               | Saturday Night Live      | önmaga / házigazda                     | 1 epizód                                           |
| 2014      |                                   | Face Off                 | önmaga / vendég zsűritag               | 1 epizód                                           |
| 2017–2020 | Future Man                        | Future Man               | Josh Futturman                         | főszereplő és producer magyar hangja Baráth István |
| 2019      |                                   | Paquita Salas            | Ryan                                   | 1 epizód                                           |
| 2019–2023 |                                   | Ultraman                 | Shinjiro Hayata (angol hangja)         | 13 epizód                                          |

## Díjak és jelölések

### Díjak
- 2008 Young Artist Award - A legjobb színésznek járó díj a Híd Terabithia földjére című filmben nyújtott alakításáért

### Jelölések
- 2009 Young Artist Award - A legjobb színésznek járó díj az Utazás a Föld középpontja felé című filmben nyújtott alakításáért